# Clancy's Tavern
Clancy's Tavern è il quindicesimo album in studio del cantante di musica country Toby Keith, pubblicato nel 2011.

## Tracce
1. Made in America – 3:13 (Toby Keith, Bobby Pinson, Scott Reeves)
2. I Need to Hear a Country Song – 3:08 (Keith, Rivers Rutherford, Bob DiPiero)
3. Clancy's Tavern – 3:49 (Keith, Scotty Emerick)
4. Tryin' to Fall in Love – 2:37 (Keith, Pinson)
5. Just Another Sundown – 2:49 (Keith, Pinson)
6. Beers Ago – 3:28 (Keith, Pinson)
7. South of You – 3:40 (Keith, Eddy Raven)
8. Club Zydeco Moon – 3:14 (Keith, Raven)
9. I Won't Let You Down – 5:14 (Keith)
10. Red Solo Cup – 3:43 (Brett Beavers, Jim Beavers, Brad Warren, Brett Warren)
11. Chill-Axin' – 3:16 (Keith, Emerick)

Tracce bonus - Edizione Deluxe
1. High Time (You Quit Your Low Down Ways) (Live) – 3:29 (Billy Ray Reynolds)
2. Truck Drivin' Man (Live) – 4:04 (Terry Fell)
3. Shambala (Live) – 4:07 (Daniel Moore)
4. Memphis, Tennessee (Live) – 4:40 (Chuck Berry)